# 星乃夏月
星乃 夏月（ほしの なつき、2003年3月27日 - ）は、日本のAV女優。HANAYA PROJECT所属。

## 略歴・人物
2022年8月、E-BODY専属女優としてAVデビュー。
2023年4月発売の作品をもって専属を離れ、企画単体女優となる。
2024年6月24日週のFANZAレンタルフロアランキングで『妻の連れ子の入浴中に…いつでも抱ける義理の娘に連続種付け 星乃夏月』（無垢）が初登場1位にランクインした。
趣味はアニメ・料理、特技はどこでも寝れる。

## 作品

### アダルトビデオ
- 身長150cmの小さな体で太陽みたいに明るく元気! 18歳! Gカップロリ劇団員 AVデビュー（8月16日、SODクリエイト）
- 18歳、はじめての中出し。 生チ●ポよすぎて痙攣ビクビク 初イキ3本番 大きなおっぱいロリロリ劇団員 星乃夏月（9月20日、E-BODY）
- 彼女の巨乳妹から濃厚子作りのお誘い 禁断シチュに興奮勃起し種汁を絞り取られ続けた僕（10月18日、E-BODY）

- 長年目を付けていた隣家の娘がGcupに急成長したから催眠アプリを悪用して俺専用のパイズリメイドにしてやる!!（3月21日、E-BODY）
- 「ザコなカテキョのくせに中出しする度胸だけはあるんですね」 大人を色仕掛けでバカにしてくる文学系爆乳マセガキに負かされたい…（4月18日、E-BODY）
- 「私のこと遊びじゃないなら中に出して?」 教え子に中出し妊娠を迫られる不倫で狂った愛の日常 <第8章>（6月8日、ひよこ）
- 両親の居ない日、僕は妹と精子が枯れるまで1日中ヤリまくった。（6月23日、TMA）
- 「お兄ちゃんのためなら何でもできるよ」 引きこもり巨乳陰キャで兄ラブな妹を連れ回し生でヤりまわすクズ兄の記録映像（6月27日、FIRST STAR）
- あざと可愛い爆乳Gカップカフェ店員のノーブラ誘惑! カフェとホテルで中出しOKのゲス不倫SEX（6月27日、ABC/妄想族）
- 世間知らずな巨乳J系に現実を理解らせる。 芸能人になれるかもと淡い期待を持ってホテルについてきた制服少女のGカップ巨乳と若いプニマンをナマで頂く。（7月4日、ナンパJAPAN）※「なつき」名義
- 地味で真面目な生徒会長の正体は男を骨抜きにする 痴女爆乳ちゃん（7月11日、キチックス/妄想族）※「夏月」名義
- 最低10発はヌクッ!! 巨乳を震わせながらイキまくる何発でも中出しOKの巨乳媚薬サロン（7月11日、unfinished）
- 田舎は暇すぎてクソ生意気なメスガキの玩具にされた童貞の僕チン 「ウチとパコりたい?」と見下して発育オッパイで搾精中出し乳ビッ痴（7月18日、OPPAI）
- 巨乳新人デリヘル嬢呼んだら1人じゃ不安だからともう一人巨乳の友達を連れてきた件。 1人分の料金で巨乳女子大生2人とハーレム逆3P 綾瀬こころ 星乃夏月（7月18日、MOODYZ）
- メスガキ 04 ちびっ子ボイン 150cmGカップ おじさん大好きミニマム美少女のえっちな秘密のお遊び体験記。（7月27日、FIRST STAR）※「なつきたん」名義
- うちの娘、貸します。（7月28日、TMA）
- 禁断の0円セフレおっぱいちゃん Gカップ【なつきたん】（8月1日、パコパコ団とゆかいな仲間たち/妄想族）※「なつきたん」名義、Blu-ray Disc版 同時発売
- 巨乳をエサにお金をせびってくる姪っ子に我慢ならず即マン即ピス中出し返済させた 両親不在の3日間（8月8日、アリスJAPAN）※Blu-ray Disc版 同時発売
- 中出し露天温泉 小柄で童顔だけど巨乳でむっつりスケベな女の子（8月11日、ま○こ銀行）
- 完ナマSTYLE@ J系シンママ候補生 02 Gカップで巨乳な淫キャJ●なつきちゃんに大量の中出し!（8月12日、FIRST STAR）※「なつき」名義
- 田舎でちくび好きな事を隠してきた私は、上京してBBライフを謳歌する 今日、田舎から上京して都会ボーイの乳首、犯しにイクね 常にいじりっぱデートinTOKYO乳首弄ったら、弄り返してね 星乃夏月（8月15日、本中）
- 生徒の巨乳に理性を失った僕は放課後ラブホで何度も何度もしおんと夏月と中出しセックスしてしまった 夕美しおん 星乃夏月（8月15日、OPPAI）
- ガチナンパ! 性交報酬100万! 人生初の逆ナンパ! 真面目な美容部員さん ド緊張で恥じらいつつも生ハメされたらビッチ化！止まらない! 止めれない! 腰振りと絶頂!（8月15日、ピーターズ）
- 共犯痴漢 ～巨乳仲居の弱みを握って協力させ仕事中の同僚を犯りまくる道連れ計画～（8月24日、ナチュラルハイ）
- ちびっこ拘束激イカセ悪徳エステ 6（8月24日、ナチュラルハイ）
- 「おちんちんをおっぱいで挟むって気持ちいいの?」 フラれたばかりの同僚巨乳女子を慰め旅行に誘ったら（下心あり）パイズリ開眼で僕のチ○ポをむにゅむにゅ! ずりゅずりゅ!!どぴゅぴゅぴゅぴゅ!!!（8月24日、DANDY）
- 素人女子大生ガチナンパ!! 童貞君の精子を30ml溜められたら賞金GET!! たくさん射精しても勃起しっぱなしの童貞君に膣キュン & 痴女覚醒!! 連続射精した後でも更に種搾りプレスで淫らに腰を振る4人の美人JD達!!（9月8日、赤面女子）
- めちゃ柔らかいおっぱい! 弾力のあるお尻! エッチな汁もぬくもりまで! どっからどう見ても人間の女子にしか見えない! ほんとにこれラブドール?  都内某所にラブドールを違法に扱っている店があるという。それは、普通のラブドールではなく、どこからどう見ても生身の人間にしか見えないほどの精巧な造りで、店員に何度聞いてもラブドールであって人手はないというのです。なのでとりあえずメチャクチャにしてやりました。（9月12日、Hunter）
- 部屋連れ込み隠し撮りSEX そのまま勝手にAV発売 21（9月15日、DOC）
- 油塗（ヌルテカ）パイズリ露出 ミニマム巨乳Gカップちゃんと全身ヌルヌル野外性交（9月21日、SUN）
- マジックミラー号 田舎から東京にやってきた修学旅行生 初めての電マ体験で今まで感じた事の無い強烈な快感に目を潤ませながら 糸を引くほどぐっちょり濡れたおま○こに極太ち○ぽを挿入（9月21日、SODクリエイト）
- 癒し系巨乳女子大生のいやらしい営み 星乃夏月（9月26日、オーロラプロジェクト・アネックス）
- ムッツリ地味公務員はあどけない顔とのギャップがエモすぎる神乳ボインのくびれ爆エロボディ。念願の人生2度目のSEXに発狂エビぞり懇願チ●ポ堕ち!!（9月27日、First Star）
- 堕とされ、孕まされた巨乳若女将 星乃夏月（10月10日、オーロラプロジェクト・アネックス）
- 「ラップ越しならエッチにならないよね?」 生意気な妹がボクでラップ越しのキス、手コキ、フェラとエッチな練習! 挿入までしたら破れて事故中出し!（10月10日、Hunter）
- 僕の彼女は星乃夏月（10月20日、プラネットプラス/七狗留）
- 中出し超肉感Gカップ149cmなつき 「イってる! イってるからぁ!」 淫乱絶頂生徒指導 美爆乳パフパフ乳圧パイズリ! 乳揺れ激震絶頂SEX! 演劇部 星乃夏月（10月24日、オーロラプロジェクト・アネックス）
- 本物素人ガチナンパ! うすーいラップ一枚挟んで童貞君と素股体験してみませんか? すぐに破れて生ち●ぽがズボッ! 「Hはダメっ!」と戸惑う素人娘にそのまま中出ししちゃいました! ウブっ娘探して地方出張～静岡編（10月27日、赤面女子）
- スポーツ強豪校 巨乳女子マネージャーいじ●動画流出 28日間の性処理記録 被害者4名（10月27日、ハラスメント）
- 美人OLの匂い立つ黒パンスト脚コキ（11月1日、OFFICE K’S）
- サウナを訪れた「ととのいたて」で清々しい気分のサ活OLに媚薬をたっぷり塗ったチ●ポで即ハメしたらアヘ顔で痙攣するほど感じてイキまくった（11月9日、SODクリエイト）
- 結婚してもお兄ちゃんが好きすぎて何でも許しちゃう押しに弱い巨乳妹 星乃夏月（11月21日、アクアモール/エマニエル）
- ちっちゃくて性格明るい童顔巨乳 なんだかイケないことをしている気がする背徳ロリボイン 星乃夏月 E-BODY全5タイトルコンプリートベスト（11月21日、E-BODY）※単体ベスト
- 「シン・禁断の近親相姦」 成熟した姉の裸に触れた童貞弟はイケない事と知りつつもチ○ポを勃起させてしまうのか!? 12（11月23日、SODクリエイト）
- 生中痴漢集団 7（11月23日、ナチュラルハイ）
- 満員電車で目の前に座るJ○に正面からフニャチン勃起を見せつけたら恥ずかしがりながらも興味津々! 他の客がいるのにチ○ポを握ってくれました VOL.1（11月23日、DANDY）
- グラドルの卵とか言うけれど、童顔で爆乳ならまあ嫌いな男はいないよねw そんなこんなでデビュー前に手つけて流出しましたww（11月27日、MERCURY）
- つきまとい 04  夏休みのプールに通っていたロリ巨乳な美少女を盗撮つきまとい睡眠姦、学校が始まり穏やかな日常が訪れた途端に襲い掛かった記録（11月27日、First Star）
- となりの癒らしM少女。～ぬくぬく育ったけしからんプルンプルンおっぱい～（12月1日、OFFICE K’S）
- 巨乳はいいけどパワハラが凄い先生に思考BUGシールを使い徹底パイズリ! ●●紋章ばぐしーる（12月1日、ゲッツ!!）
- 僕がセックス漬けにした巨乳美少女 星乃夏月（12月5日、アタッカーズ）
- 残酷ドラム缶性活 拷問閉所トラウマ調教 メッタ刺しされた夏休み 星乃夏月（12月5日、山と空/妄想族）
- 女子大学生寮の日常をこっそり覗く 無防備オナニー（12月15日、プリモ）
- 僕の彼女は涎が多すぎる 星乃夏月（12月19日、E-BODY）
- 癒しの笑顔が可愛い小動物系むっちり爆乳泡姫! 完全主観で逆バニーがめっちゃ気持ち良くしてくれる 発射無制限! 濃厚中出しソープランド 星乃夏月（12月19日、Fitch）
- 妻の連れ子の入浴中に… いつでも抱ける義理の娘に連続種付け 星乃夏月（12月19日、無垢）
- 毎日おっぱい 極度のマザコンで未だ乳離れできていない、どうしようもない僕を笑顔と母性とボインで優しく 包み込みながら射精させてくれる巨乳美少女とのおっぱいサブスク同棲生活。 星乃夏月（12月19日、エムズビデオグループ）
- 僕専用 スク水M美少女 星乃夏月（12月20日、プラネットプラス/アンビバレンツ）
- 素人バラエティ真夏のビキニ素人J〇限定! ナママンで挑戦するテカヌルオイル素股チャレンジ! セクシー男優を’小陰唇ズリ’で15分以内に射精させたら賞金10万円! ヌルべちゃの粘膜接触でナマチンマンが擦れ合い興奮した見知らぬ男女は中出しSEXまで5秒前!? 2（12月21日、サディスティックヴィレッジ）
- 二週間ゴミ部屋監禁された巨乳彼女は、中年ニートと歪んだ恋に堕ちていた。 星乃夏月（12月26日、ダスッ!）
- クラスに一人はいるモブ顔巨乳女子は一軍に入りたくて、僕のいいなりセフレになってくれました。 星乃夏月（12月26日、ROYAL）
- 巨乳の放置美少女に中出し性交 きつくなった下着から溢れるおっぱいを悪戯しつくし、生理も知らぬ膣内に何度も精子を注ぎ続けた（12月27日、MERCURY）

- 突然襲われ、快感を植え付けられたむっつり巨乳の文学少女。 ～卑猥な文章を読み続け熱くなったカラダをおかしくなるまで舐め犯される～ 星乃夏月 天然美月（1月9日、ビビアン）
- 女子○生 中出し20連発 星乃夏月（1月11日、アイエナジー）
- あどけない笑顔が可愛い演劇部のあのコは放課後のセックスで気持ち良くなりたいむちむち巨乳の裏垢女子 星乃夏月（1月23日、Fitch）
- 身体測定中に巨乳マッサージで媚薬漬けにされるGカップ女子●生のキメセク絶頂触診 星乃夏月（1月25日、Materiall）
- 星乃夏月 SPECIAL BEST 4時間（1月26日、TMA）※単体ベスト
- 素人ヘアヌード大図鑑～無毛ツルマン女子編（1月30日、S級素人）
- 白濁愛液ベットリ!! 素人娘が初めての黒ディルドオナニー (6)（2月1日、OFFICE K’S）
- 深夜急行バス・疲れ果てて眠った残業OLを車中夜這い 終点までデカチンを長時間挿入ガクイキした瞬間ミッドナイト激ピス痙攣絶頂中出し（2月8日、サディスティックヴィレッジ）
- 男性器を崇める新興カルトに救いを求める巨乳幼馴染を堕とした幻覚トランス乱交 星乃夏月（2月13日、ダスッ!）
- 駅チカ住宅地で座り込む酔い潰れ巨乳娘を連れ込み監禁 酒と媚薬チャンポンさせて朝までデカパイ独り占め意識混濁キメセクレ×プ Hちゃん (仮称)（2月20日、OPPAI）
- 150cmミニマム天然Gカップ18歳美少女と二人きり生ハメ中出し1泊 星乃夏月@ノースキンズ!【中出しドキュメント】（2月22日、ノースキンズ）※同名の配信作品（2023年8月18日配信）のDVD化。
- 素人参加バラエティ 親友同士の素人J〇がお年玉を掛けて挑戦するオマ〇コ丸出し‘鏡モチ’拘束電マチャレンジ! 先に潮を吹いたら負け! 勝者にはお年玉 = 年齢 × 1万円負けたら即ハメ中出し! 初詣に来ていたうぶっ娘J〇6名!（2月22日、サディスティックヴィレッジ）
- これは無自覚!? それともワザと!!? 隣人のタイトワンピからまさかの透けパン丸見え!! ガン見しているのがバレてしまったボクは性欲剥き出しの美尻奥さんに…（3月1日、ゲッツ!!）
- ロ●専科 爆乳メスガキJ●変態盗撮犯キンタマからっぽ搾精お仕置き! パイパン夏月（3月5日、GLAY'z）
- 「店長、奥さんより気持ちいいでしょ?」 常にち○ぽを舐めたがるオジサン大好きメンヘラ巨乳バイトJ系に中年デカチンを気に入られ年の差精飲ペロ不倫して喉奥ごっくんされまくった話。 星乃夏月（3月5日、LUNATICS）
- いとこの巨乳の姪っ子が大のチンポ好きで遊びに行くと必ずヌキまくられます 星乃夏月（3月7日、ヒビノ）
- 最終電車で痴女とまさかの2人きり! J○Ver向かいの座席でパンチラしてくる小悪魔女子○生の誘惑で勃起したらヤられた VOL.7（3月7日、DANDY）
- こっそり服の中で乳首いじり痴漢され電車内でレズイキさせられた美乳女 2（3月7日、ナチュラルハイ）
- 僕の部屋を溜まり場にしてる幼馴染の巨乳女子2人に好き放題セックスさせられ射精する毎日 逢月ひまり 星乃夏月（3月12日、unfinished）
- 合算10発抜き!! 親の再婚でできた義姉は喪女! だらしないのにエロすぎる無防備巨乳な姉に杭打ち中出しされた僕… 星乃夏月（3月19日、FunCity/妄想族）
- 背徳が興奮を倍増させる禁断兄妹中出し近親相姦 パイパン巨乳 夏月（3月19日、姦乱者/妄想族）
- 素人ナンパ 新大久保でみつけたウブな女子○生に18cmメガチ〇ポを素股してもらったら、こんなにヤラしい事になりました。(IENF-321)（4月11日、アイエナジー）
- ザーメン爆射! 大量ぶっかけ強制ごっくん顔面崩壊輪姦（4月12日、First Star）
- SNSファンサイトで人気急上昇! プチ露出好き淫乱女子 ガチイキ鬼パコ生配信 暴走女5人 (PTS-517)（4月15日、ピーターズ）
- バブみたっぷり! 甘あま赤ちゃん淫語でおちんちん大きくなあれっ! オトナのおっぱい保育園 星乃夏月（4月16日、グローリークエスト）
- 「ひそひそ声が聞こえる中で…」エアコンが壊れた夜行バスの狭い座席で年末帰省中に爆乳レズビアンに痴●される汗だく爆乳女子大生 星乃夏月 月野かすみ（4月23日、レズれ!）
- いもうとケータリングサービス エロアニメ級ぷるるん神乳トランジスタグラマー!ミニマム妹がえっちに発育! 疼かせ大絶頂 星乃夏月（5月7日、桃太郎映像出版）
- 就寝中の夜行バスで指マン痴漢された恐怖に目を開けられず寝たふりしながらイキまくる気弱女子○生（5月9日、ナチュラルハイ）
- 女湯で少女好き巨乳お姉さんにワレメをいじられ逃げても逃げても追い打ちレズ責めでイカされ続けた敏感うぶ娘 2（5月9日、ナチュラルハイ）
- SNSで拾った家出少女を媚薬キメセク漬け 絶倫チ○ポが満足するまで中出しできる肉便器に仕上げた 星乃夏月（5月28日、h.m.p DORAMA）
- 図書館で声も出せず糸引くほど愛液が溢れ出す敏感娘30 ロングヒット記念! 全裸オイル羞恥315分SP（6月6日、ナチュラルハイ）
- SNSファンサイトで人気急上昇! プチ露出好き淫乱女子 ガチイキ鬼パコ生配信 暴走女5人（6月15日、ピーターズ）
- 【4K撮影】Gcup乳首開発ポルチオ超え乳首アクメ 星乃夏月（6月20日、Materiall）
- アナルのシワの数までハッキリわかる! ノーモザイク連続絶頂アナル見せオナニー 26（6月20日、アイエナジー）
- 杭打ちピストン & 種付けプレス ぐちょ膣を射抜く! 星乃夏月の本気の汗だく絶頂セックス（6月25日、TEPPAN）
- 禁断介護 星乃夏月（6月25日、グローリークエスト）
- 元同僚に狙われる美人巨乳女子大生中出し鬼畜レ○プ 星乃夏月（7月9日、ボニータ/妄想族）
- 先生はレズビアン?! 優しい家庭教師にマ○コが敏感過ぎて困っていると相談したばかりに早漏改善レズセックスをされてしまった敏感女子○生 VOL.2（7月11日、DANDY）
- 夫には言えない… お義父さんに時短中出しで孕まされたなんて ー肉欲の虜になった肉感爆乳妻ー 星乃夏月（7月12日、人妻花園劇場）
- 妹の電マオナニー目撃!? 感度バグった妹のパイパンロ●マ●コがガチイキ大量お漏らし潮吹きで制服もアソコも理性もグショグショ!!! 禁断の家庭内兄妹中出し近親相姦（8月5日、GLAY'z）
- ナチュラルハイ25周年記念作品 敏感（恥）巨乳羞恥2024 完全版 10人全員SEX 乳首絶頂Ver. 2枚組520分（8月8日、ナチュラルハイ）
- スタンガン感電ショック 003（8月8日、SODクリエイト）※配信作品「雷007」(kmnr007)を収録。
- キミ（幼なじみ）が2度と風俗行けないように10発中出ししても騎乗位で搾りとるの止めないよ 星乃夏月（9月3日、MOODYZ）
- 巨乳の陰キャオタク友達同士でエロ漫画で学んだ知識を試し合ってたら同人誌みたいな舐めしゃぶり理想交尾に発展した。 星乃夏月（9月3日、LUNATICS）
- 制服の下はオトコを包める超爆乳 星乃夏月（9月3日、S-Cute）
- デリヘル呼んだら妹が来た! 結果、お店に内緒で中出し本番セックスする事になる (10)（9月5日、GLAY'z）
- 美巨乳桃尻聖女! マーラティー!! 巨漢敗北、奪われ堕ちゆく愛（9月27日、GIGA）
- マキシワンピを着ている巨乳妻はスキだらけ!? 子育て中の20代奥様に「服着たままで良いので、電マ当てさせてくれませんか!?」とガチナンパ! 着衣越しでもこぼれそうなデカパイ! 透けるマンスジ! 浮かび上がる潮シミ! 無防備な若妻は初めてのクイックマッサージ体験で潮を撒き散らしガチ絶頂…赤面発情 ちん○ん欲しくなっちゃって生ハメ中出しSP（9月27日、赤面女子）
- 巨乳姪っ子J系の無邪気に揺れ動くたわわおっぱい挑発に我慢できず近親勃起したらヌルテカ油パイズリでボイン大好き中年叔父ち○ぽを何度もぷるぷる弾力挟射させられた。 星乃夏月（10月1日、LUNATICS）
- SEX格差調整庁 国民の満足度向上のため気持ちいいま×こを派遣し性活を保護します 希咲那奈 星乃夏月（10月24日、.WorKs/FALENO TUBE）
- 日焼けあと美少女プール羞恥（10月24日、ナチュラルハイ）
- もしも2人が交際したら… 好きが溢れる1日になりました。一緒にご飯作ってシャワー浴びて胸を重ね朝まで抱き合った初めてのお泊りおうちデート月野かすみ 星乃夏月（11月7日、凸凹はぁと）
- 出張先で相部屋ホロ酔い逆NTR巨乳で可愛い部下がノーブラ浴衣! からかいポロリ誘惑に負けて朝までムシャブリ溺れた中出し不倫性交 星乃夏月（11月19日、OPPAI）
- 星乃夏月で、ヌキまくりの382分!（11月26日、オーロラプロジェクト・アネックス）※単体ベスト
- 永遠なるブルマ娘この世から消えつつあるブルマを守りたい 桜木美音 / 星乃夏月（11月28日、フェチ眼）
- デカ尻ボインでムッチムチ♪ 星乃夏月（12月3日、MARRION）
- キミだけに語りかけ! ロ●っ娘15人! オマ●コぴちゃぴちゃ指入れ自画撮りオナニー4時間DX vol.17（12月5日、GLAY'z）
- ノリ良しヤンチャな制服女子たちがドMオジさんの敏感チクビ責めに挑戦! 乳首こねくり10発ヌキできたら賞金ゲット! まさかの勢いで中出しSEXスペシャル!（12月17日、はじめ企画）
- 僕の大好きな女子校生のパンティ 星乃夏月 / 桜木美音（12月26日、フェチ眼）

- 「パイズリまでならお好きにどーぞ」 我が家に入り浸るメスガキ義妹のおっぱいマ●コで家賃払ってもらってます。 星乃夏月（1月21日、OPPAI）
- 男が簡単に堕ちてしまう壁ドンパイズリ プライドも乳もデカい義妹の追い込みおっぱいに、こんなにも堕ちるはずではなかったボク 星乃夏月（1月28日、Million）
- 某ライブチャット人気配信者「ナ●キちゃん」のオフパコ募集に当選 ミニマムGカップが投げ銭リクエストで暴走 強烈パイズリ & 種搾り騎乗位（2月4日、ナンパJAPAN）
- 残酷ミラーゲームに負けるとエロ罰ゲーム あじわった事のないデカチンで清楚な若妻達が隣に旦那がいる状態でもおかまいなしで中出しSEX! なんとオカワリしてきた若妻も!! 15（2月18日、はじめ企画）
- チクビアン 6 ビンビン乳首こねくりレズ性交（2月25日、レズれ!）
- 絶対ヤレると噂の神メンエス嬢たちに裏オプ交渉! 生挿入生中出し 完全●撮（2月25日、SCOOP）
- 乳首こねくりマッサージNTR 妻が至近距離にいるのに乳首責めで感度高められこっそりハメて何度も中出しさせる痴女エステティシャンの実態を隠し撮り 2（3月4日、変態紳士倶楽部）
- 「おじさん舐めさせて!」  臭いおじさん逆ナンパ即尺 星乃夏月（3月25日、かぐや姫Pt/妄想族）
- 【完全主観】ボクの家が地味メガネ巨乳部下3人のたまり場に… わか菜ほの 星乃夏月 夕美しおん（3月25日、Million）
- 脳がトロける甘～いささやきで何度も快楽に導くナース派遣クリニックの絶品中出しサービス（4月8日、BAZOOKA）
- マジ天使!? 母性溢れるマシュマロおっぱいの巨乳看護師限定! 「童貞君の絶倫ち○ぽ診察してくれませんか?」 勃起が収まらなくて困っている男性が何度暴発してもめちゃカワ神対応で筆下ろしセックス（4月11日、赤面女子）
- 都内某医療センター 巨乳看護師いじ●動画流出 ヒエラルキー上位に君臨する医師たちが行わせた20日間の性処理記録 退職者4名（4月11日、ハラスメント）
- 寝取られ願望のある夫婦限定! 巨乳人妻ノーハンドフェラ旦那チ〇ポ当てマッチング! 2  生チン10本からお口の感触だけで当てたら100万円! 失敗で即ズボNTR罰ゲーム（4月15日、はじめ企画）
- 顔面騎乗オナニー 男の顔に股間を擦り付けてオナる変態女（4月24日、フェチ眼）
- オトコよりも興奮する! 巨乳ばかりを狙うイケメン女子整体師のレズ施術（4月24日、DANDY）
- ノーハンドフェラは奴隷の証! 15 手を使わずにフェラチオする8人の素人娘（5月6日、かぐや姫Pt/妄想族）
- 素人カップル対抗! 男女混合エロプロレス 5（5月8日、ROCKET）
- 超爆乳コンプレックス地味子自己肯定感低すぎておじさんしか相手してくれない…と勘違いむっちりマ●コに【巨チン鬼ピス連続アクメ】でドM完堕ち思春期パイパンおじチ●ポ6P乱交（5月13日、同人AV倶楽部/妄想族）
- 素人なのにディルドオナニーで激しく感じちゃう一般人娘 16（5月20日、かぐや姫Pt/妄想族）
- いつも呼んでいるM性感デリヘルですぐに射精してしまいバカにされてしまっているボク。今日こそは見返してやろうと非合法の絶倫ドラッグを飲んだら何発射精しても勃起が止まらない体に!? デリ嬢がイってもイっても追撃の中出しで妊娠の可能性ビッグバンのドピュどぴゅ種（6月10日、SCOOP）
- 雨に濡れた制服女子の透けブラがエロすぎる!! 無意識に誘惑してくるので今から即モミします VOL.3（6月12日、DANDY）
- 【搾乳/Pi●●n/Br●●st P●mp tutorial】30人の素人女子による簡単! 初心者向け搾乳機の使い方講座 ついでに授乳手コキ発射のやり方（6月24日、S級素人）
- 素人おま○こくぱぁ観察 10 -ミスコン女子大生編- 輝くビラビラが透けて見えそうなほど4Kカメラ超接写至近距離で照れイキオナニー31ま○こ5時間12分（6月24日、S級素人）

### アダルトVR
- 巨乳劇団員と恋愛演技の居残り稽古に熱が入りすぎて… 舞台本番では絶対できない濃厚汗だくセックスに発展してしまった（5月22日、E-BODY）
- 家庭教師の僕を誘惑する女子○生（7月18日、unfinished）
- HQ劇的超高画質 ゆるふわGカップ彼女とのスロー同棲 低速ピストンでディープな中出し（7月18日、ブイワンVR）
- 【美彩8K】これが最強ふわもちオッパイ!! モテないボクにだけ優しい 隣に住む天然Gカップ幼馴染の汗だく焦らし誘惑 星乃夏月（12月1日、KMPVR-彩-）
- 【8K超高詳細肉感特化VR】お兄ちゃん大好き!! 変態妹が毎朝毎朝ボクの事を可愛がってくれる超ブラコン!! 「ママには内緒だよ」と言いながら何度何度も精子を搾り取って気持ちよくしてくれるVR 星乃夏月（12月14日、肉きゅんパラダイスVR）

- おっぱい特化! 池袋爆乳風俗モンデルデ ナツキちゃん (G-cup)（8月14日、MONDELDE VR）
- 妹でオナニーしてるのが本人にバレた! でも「お兄ちゃんのしたいこと、なんでもしてあげる…」と甘々全肯定兄妹愛! 星乃夏月（9月18日、P-BOX VR）
- 美女8人のケツ穴くぱぁ～を近距離ガン見VR 5（10月9日、P-BOX VR）
- ノーモザイクでフェラテク堪能! デカチンディルドフェラ抜きVR（10月16日、P-BOX VR）
- 下校中のゲリラ豪雨で幼馴染の家に避難したら誘われるままいっしょに風呂入ることになり…おっぱいスポンジでカリ首から玉裏までぬるぬるコスられフル勃起不可避の泡だらけ密着洗いっこSEX 星乃夏月（10月31日、アリスJAPAN）
- 【無修正】ノーモザで舌先の動きまで楽しめる肌色ディルドフェラ6選 亀頭にも竿にも絡みつく舌技・吸い付く唇で奥まで咥える爆音バキューム & 爆速ストロークで射精まで必ず導くフェラ女神が常に僕を見ながら舐め尽くしてくれる究極のフェラ体験VR（11月30日、アリスJAPAN）

- 見つめられながら 顔面舐め回し! 巨乳密着! 圧迫顔騎! 美女8人の極上ご奉仕施術!! 癒やしの濃厚フェイシャルエステ（4月16日、P-BOX VR）

### アダルト配信
- なつき(18)受験生【受験の下見に上京してきた才色兼備なデカパイJ○】【神社に志望校合格祈願→ホテインすると性欲駄々洩れイチャラブ空間展開】【油断したら即射精!? 縦横無尽の舌技口淫&至高の乳圧極上パイズリ】【気持ち良過ぎて腰ヘコが止まらないチ○ポ渇望びしょ濡れパイパンマ○コ】【「赤ちゃん出来ちゃうよ…///」受精待ったなしの濃厚中出しSEX2連戦】（7月13日、しろうとまんまん）※「なつき」名義
- ひなこ (orev054)（8月10日、俺の素人-Z-）
- ことね (endx439)（8月10日、E★ナンパDX）
- 150cmミニマム天然Gカップ18歳美少女と二人きり生ハメ中出し1泊 星乃夏月@ノースキンズ!【中出しドキュメント】（8月18日、ノースキンズ）
- なっちゃん & ユウくんカップル（8月20日、寝取らせ屋）
- なつき（8月26日、シロパコ）
- 【10代らしからぬ! 敏感GカップJ●ボイン!】 宮●パークでT☆kTok撮影中の現役J●とちょいヤバ密着デート! 制服 × デカチチ、背徳感溢れるグラマラスBODYに興奮必死! 天然G乳をじっくりトロトロ粘着愛撫! イっても止めない追撃ピストンに乳尻乱れ性交! これぞ若気のいたりッオール中出したっぷり3連発!!!【なまハメT☆kTok Report.69】【なちゅ】（8月26日、街角シロウトナンパ）
- なつきちゃん (oreco457)（9月6日、俺の素人-Z-）
- N.H（9月8日、素人ホイホイLOVER）
- HOSHI（9月14日、素人ホイホイSH）
- なつき 2（9月16日、シロパコ）
- 縦セタ巨乳ちゃん（9月24日、鳥パコ）
- 【非合法級のミニマムロリ巨乳が彼氏を捨てて乗りかえSEX】男性経験1人のウブっ子ロリ巨乳が恋人と疎遠で先輩と浮気…! 罪悪感を感じつつも濃厚愛撫にうっとり/// 彼氏からのTELにも声押し殺しながら続行→別れる決意も固まり生チン&中出し許可w 肉厚たっぷりのパイズリを披露し自ら2回戦おねだり→子宮口いじめる連続ピストンにガチイキ… 好き好き溢れラストはパイ射FINISH!【あまちゅあハメREC＃なつランド＃サークルの後輩】（9月26日、MOON FORCE）
- ほっしー（9月30日、ぽこちん・ざ・ろっく!）
- あやか（10月7日、INDY）
- なつき（10月13日、Re:Fuck）
- ラグビー部マネージャーN (oremo042)（10月16日、俺の素人-Z-）
- なつきちゃん (oreco495)（10月22日、俺の素人-Z-）
- 雷007（11月8日、雷）
- なっちゃん (erk050)（12月13日、素人ホイホイ）
- なつき (tkwa257)（12月27日、ときわ映像）
- なつき 2 (tkwa258)（12月27日、ときわ映像）
- なつき 3 (tkwa263)（12月27日、ときわ映像）
- なつき 4 (tkwa264)（12月27日、ときわ映像）

- ナツミ (instc522)（1月5日、いんすた）
- 【水着から溢れる巨乳】水着で運転している巨乳美女を誘ってBBQからの生ハメパーティー! セルフ乳首舐め出来るほどのデカ乳! 特製おもちゃで乳首責め! バックで全力ピストン膣奥刺激! 中出ししても大量潮吹きで流せば無問題♪【もしも。】【なつき】（1月21日、街角シロウトナンパ）
- りほ（1月25日、日払いちゃん）
- 【潮吹きまくり乱交カーニバル】デカ乳サンバガールがWチ●コをご奉仕!? 強烈パイズリでおっぱいに大量射精! バックで突かれながらもフェラしちゃうすけべっぷり! 連続中出しで溢れる精液が止まらないッ!! 【Carnivalナンパ】【TSUKKI】（2月2日、街角シロウトナンパ）
- なつき & ゆい (instc541)（2月18日、いんすた）
- 清楚な美巨乳女子大生【なちゅ/20】元カレを誘惑しまくって渾身の感じまくりセックス!（2月23日、ドキュメントdeハメハメ）
- 真奈美（4月5日、ボインな君と。）
- なつき (koukai095)（4月6日、あの素人娘のエッチの仕方を公開します。）
- サナエ (仮)（4月16日、援堂山）※DVD作品「ザーメン爆射! 大量ぶっかけ強制ごっくん顔面崩壊輪姦 星乃夏月」(TENN-023)から一部を単体配信。
- 真奈美 2（4月26日、ボインな君と。）
- 【メンエス隠し撮り】 指名を欲するあまり過剰なサービスしすぎてオイタされちゃう巨OPIセラピストを激撮。リピ確の為、乳を押し当て手コキにパイズリ狭射、SKRさせるも未だ勃起が収まらないお客の暴走を止められず生挿入→想定外の膣内発射に唖然... #担当:なつき（6月6日、ドキュメントdeハメハメ）
- はるか (mgfx154)（6月21日、陳飛龍）
- はるか 2 (mgfx159)（7月26日、陳飛龍）
- 【ノースキン処女貫通】 出会い系アプリで知り合ったぽっちゃり爆乳芋娘（19）の処女を奪いそのまま中出し2連発!!（8月14日、黒船）
- なつき (rabi027)（8月16日、ラブラビッツ）
- なつき (scute1466)（8月23日、S-Cute）
- なつき 2 (rabi028)（9月13日、ラブラビッツ）
- なつきさん (oreco830)（9月13日、俺の素人-Z-）
- とうか (srsy095)（9月20日、しろうと乱交サークルの刃）
- とうか 2 (srsy096)（9月27日、しろうと乱交サークルの刃）
- なつき (spcz012)（11月8日、しろうとパックンチョ!!）
- natsuki (omsk206)（11月15日、水素人研究所）
- NATSUKI (yarr015)（11月21日、ヤレるパラダイス!）

- N (gerk636)（4月2日、ゲリラ）
- なつきさん (orecz063)（4月5日、俺の素人-Z-）
- H (oremo335)（4月8日、俺の素人-Z-）

### イメージビデオ
- 「AV無理」 ひな 身長150cm未満のミニマムボディ Gカップおっぱいムチャクチャ騙し揉み（2023年3月7日、未満）※「ひな」名義

### 写真集
- 星乃夏月写真集『私のいる夏』（2024年12月25日、ジーウォーク、撮影：阿部拓郎）ISBN 978-4-86717-806-5 [4]

### デジタル写真集
- れいむ 星乃夏月 vol.01～vol.04（2025年2月10日、ジーウォーク、撮影：阿部拓朗）

## 出演

### 音楽イベント
- 楽演祭 vol.33（2024年10月30日、東京・池袋LIVE INN ROSA）[5]